# Иски по школьной реформе в Латвии
Иски по школьной реформе в Латвии (№ 2004-18-0106, 2018-12-01 и 2018-22-01) — дела в Конституционном суде Латвии по законопроектам, предусматривающим переход школ нацменьшинств (большинство из которых — русские школы) на преподавание на латышском языке. Подавались группой оппозиционных депутатов Сейма (последнее — также группой родителей школьников) в 2004 и 2018 годах после принятия парламентским большинством соответствующих изменений в законодательстве.

## Обстоятельства дела 2004—2005 года
В 2004 году Сейм Латвии принял поправки к законам «Об образовании» и «Об общем образовании», предусматривающие переход на преподавание 60 % учебных часов в средней школе на латышском языке в школах нацменьшинств. Все школы Латвии были приведены к единому стандарту, который фактически превратил школы нацменьшинств в латышские с преподаванием части предметов на родном языке (билингвальным модулем преподавания).
20 депутатов Сейма от Партии народного согласия, объединения «За права человека в единой Латвии» (ЗаПЧЕЛ) и Социалистической партии Латвии подали в Конституционный суд иск с требованием оценить принятые законодательные изменения на соответствие Конституции. Иск готовили депутат от Партии народного согласия Борис Цилевич и консультант фракции ЗаПЧЕЛ Алексей Димитров. Материалы иска опирались на ряд социологических исследований, проведенных как государственными, так и негосударственными организациями.
При рассмотрении дела суд запросил пояснения у экспертов, большинство которых были приглашены к участию в процессе: экс-министр образования К. Шадурскис и действующий министр И. Друвиете, ряд работников МОН, включая Эвию Папуле, профессор Латвийского университета Лео Дрибин. От неправительственных организаций были приглашены И. Брандс-Кехре из Латвийского центра прав человека и этнических исследований, М. Голубева из исследовательского центра Providus, Т. Лигута от Латвийской ассоциации преподавателей русского языка.
Поскольку прецедентов подобного иска в Латвии не было, истцы опирались на международный опыт: «Бельгийское языковое дело» 1968 года в ЕСПЧ и дело «Кипр против Турции» в Европейском суде в 2000 году. В первом случае суд решил, что Европейская конвенция прав человека не гарантирует родителям право на выбор языка обучения для их детей, однако указал, что государство не должно подвергать угрозе право на содержательное образование, ухудшая его качество. Во втором суд счел нарушением то, что в северной части Кипра греческим детям не предоставлялось среднего образования на родном языке.

### Решение суда 2005 года
Суд счел конституционным желание парламента обеспечить главенство и развитие государственного латышского языка в Латвии, для чего предусматривалась оспариваемая пропорция в средней школе. Однако он указал в решении по делу Nr.2004-18-0106 на ряд аспектов, которые следует учитывать впоследствии.
Статья 91 говорит о принципе равного отношения к людям, относящимся в равных и сравнимых условиях. Однако представители нацменьшинств не находятся в тех же условиях, что представители основной нации, что обусловлено языком и этнической принадлежностью (п. 13 Решения КС).
Суд счел применимой норму соотношения латышского языка и языка нацменьшинств 60%/40% в среднем образовании, но не в основном и начальном. При этом в пункте 20.2.3. своего решения суд указал: «Поскольку сейчас не доказано влияние оспариваемой нормы на качество образования и процесса обучения, должен существовать механизм, позволяющий констатировать изменения. Особенно это относится к качеству процесса обучения. Эти изменения не только можно, но и нужно активно контролировать. Этого требует статья 112 Конституции, в первом предложении которой говорится о праве на образование. Механизм контроля должен быть объективным, всесторонним, профессиональным, регулярным, основанным на научных оценках и методах. Государство обязано обеспечить получение данных, при оценке которых можно принимать взвешенные решения, а также предоставлять обществу, учащимся и их родителям информацию об изменениях в качестве образования и процессе обучения».

### Выполнение решения суда
Несмотря на то, что одним из важнейших условий реализации школьной реформы Конституционный суд назвал создание системы контроля качества образования, такая система создана не была, что министр образования Карлис Шадурскис признал в ответе на запрос депутатов Сейма Елены Лазаревой, Андриса Морозова, Игоря Пименова, Ивана Клементьева 9 апреля 2018 года. Эту систему Министерство образования рассчитывает создать за европейские деньги в рамках проекта 8.3.6. периода планирования ЕС на 2014—2020 годы, на сумму 7,65 млн евро.
Демограф Илмарс Межс, один из специалистов, дававших в 2004 году рекомендации Конституционному суду, указывает, что после переписи населения 2011 года нет полноценных данных о том, насколько хорошо русскоязычная молодежь владеет латышским языком, и этот вопрос вообще больше не будет задаваться в ходе переписи. Выводы делаются только по результатам опросов, которые охватывают 1 % населения. На нерепрезентативность данных, которые Министерство образования и науки выдвигает для обоснования дальнейшей латышизации образования, указывает юрист, консультант фракции Европарламента Алексей Димитров. Его наблюдением поделились в дебатах в Сейме по новому этапу школьной реформы депутаты «Согласия» Елена Лазарева и Борис Цилевич: в опросе социологической фирмы SKDS о знании латышского языка участвовали только 96 человек в возрасте от 18 до 24 лет, однако их самооценка позволяет министерству предпринимать шаги, касающиеся десятков тысяч людей.
Объективные показатели сдачи школьных экзаменов свидетельствуют о том, что качество образования снижается не по латышскому языку, а по точным наукам. По единственному из предметов, сдававшихся централизованно в обязательном порядке — математике — средняя оценка в Латвии в 2018 году составляла 34,6 % из 100 возможных, а количество детей, получивших на экзамене меньше 20 %, составляет более трети из общего числа. Самые плохие результаты по математике — в сельских латышских школах, тогда как 7 из 10 лидирующих школ по этому предмету — «русские», точнее, школы с модулем преподавания для нацменьшинств.
Результат экзаменов по латышскому языку в школах нацменьшинств в 2017—2018 учебном году — 66,86 % в 9 классах (основная школа). Результаты централизованных экзаменов по латышскому языку в статистике не отражаются отдельно по латышским и русским школам, так как сдаются по единой программе. Их средний результат в 2018 учебном году — 52,6 %

## Обстоятельства дела 2018 года
В 2017—2018 году министр Карлис Шадурскис предпринял очередной этап латышизации образования, предложив изменения в законах «Об образовании» и «Об общем образовании», предусматривающие перевод всех средних школ, включая частные, только на латышский язык обучения, а в начальной и основной школе нацменьшинств сокращение доли родного языка соответственно до 50 % и до 20 %. Они были приняты парламентом и провозглашены президентом Раймондом Вейонисом 2 апреля 2018 года.
Депутаты Сейма от партии «Согласие» 21 июня 2018 года оспорили это решение в Конституционном суде, который принял дело к рассмотрению.
Иск подали: Борис Цилевич, Игорь Пименов, Иван Рыбаков, Янис Тутин, Артур Рубикс, Сергей Потапкин, Ивар Зариньш, Елена Лазарева, Юлия Степаненко, Андрис Морозов, Янис Урбанович, Раймонд Рубикс, Владимир Никонов. Виталий Орлов, Михаил Землинский, Игорь Зуев, Сергей Мирский, Роман Милославский и Сергей Долгополов.
Оспорены на соответствие Конституции, статье 91, 112 и 114, изменения в принятых 22 марта 2018 года законах.
Изменения в законе «Об образовании»:
статья 1, часть первая и вторая, формулировка «на ступенях дошкольного и основного образования, учитывая правила статьи 41 настоящего закона»,
статья 3, часть первая, формулировка «основное образование»,
Изменения в законе «Об общем образовании»:
статья 2.

## Решения суда 2019 года

### Иск по публичным школам
В апреле 2019 года суд решил, что изменения, касающиеся публичных школ, соответствуют конституции; вопрос о частных школах был выделен для рассмотрения в отдельном судопроизводстве. Иск был отклонен. Юрист и правозащитник Елизавета Кривцова считает, что «формальный подход победил образовательный» и «отныне государство может не отвечать за качество образования и проводить любые реформы в любой форме. Нехватку учителей латышского языка, прогнозируемую нехватку учителей предметников, отсутствие мониторинга качества образования можно решить простым росчерком пера, издав указ, что учителя должны работать хорошо, а ученики должны хорошо учиться»
Портал конституционного права Verfassungsblog опубликовал комментарий одного из авторов иска, А. С. Димитрова, к апрельскому решению суда, назвав его «опасным прецедентом».

### Иск по частным школам
В ноябре 2019 года Конституционный суд также отклонил частный иск отца двух учеников частной школы Latreia, докторанта права Тенгиза Джибути и группы родителей, представляющих детей из нескольких частных школ. Он постановил, что изменения в отношении частных школ также соответствуют Конституции. Суд счёл, что хоть и в ограниченном объёме, но возможности преподавания на языках нацменьшинств сохраняются.
Тенгиз Джибути не согласился с решением суда и призвал всех родителей, которые видят нарушения прав своих детей, заполнить подготовленный Обществом родителей детей частных школ (Privātskolu vecāku biedrība) формуляр жалобы в ЕСПЧ по поводу несправедливого закона.
Два судьи КС выступили с особым мнением по поводу принятого решения, которое прокомментировал Алексей Димитров: "Особое мнение судьи Нейманиса проводит четкое различие между публичными и частными школами; государство не должно слишком вмешиваться в деятельность последних. Из этого судья делает вывод, что поправки противоречат праву на образование. Особое мнение судьи Кучса ещё интереснее. Он считает, что сам законодательный процесс имел дефекты: законодатель не оценил влияние предыдущих языковых реформ и будущей реформы на качество образования, а также не принял во внимание мнения Консультативного комитета Рамочной конвенции о защите национальных меньшинств. Далее, судья указал, что законодатель не анализировал отдельно ситуацию в частных школах. Также Кучс считает, что нарушен запрет дискриминации. Конституционный суд неправ, указывая, что послабления для использования в процессе обучения официальных языков ЕС направлены только на углубленное изучение этих языков. Анализируя информацию и о частных, и о публичных школах, судья приходит к выводу, что ученики частных школ, которые используют языки ЕС, находятся в сопоставимых обстоятельствах с учениками частных школ, использующих другие языки нацменьшинств. Наконец, Кучс указывает, что не было оценки влияния поправок на языки менее численных нацменьшинств, идентичность которых находится под большей угрозой (соглашаясь с тезисом, что здесь нет решения one-size-fits-all, замечу, что принцип соразмерности в Рамочной конвенции требует защищать и права более многочисленных меньшинств).

## Соответствие законов международным обязательствам Латвии
Уже после решения суда 2005 года Латвия присоединилась к ряду международных конвенций по правам человека, поэтому правоприменение в 2018 году рассматривается уже в контексте их выполнения, прецедентов подобных исков, на которые ссылаются при подаче исков в национальные суды в других странах.
Так, ограничения 2018 года снижают статус родного языка национального меньшинства и учебного содержания, связанного с идентичностью национальных меньшинств: из неотъемлемого элемента образовательной программы для национальных меньшинств они становятся лишь возможностью на усмотрение образовательных учреждений, без государственных гарантий. Проанализировав аналогичные нормы в украинском законе, Венецианская комиссия указала, что недопустимо необоснованное сужение числа преподаваемых на родном языке предметов. В ст. 98 своего заключения она также отметила, что нет связи между преподаванием на государственном языке и качеством знаний школьников.
В постановлении суда ЕС о защите голландского языка в Бельгии признается, что государству не запрещено защищать свой официальный язык и стимулировать его использование, при этом статья 22 Хартии основных прав ЕС провозглашает уважение к многообразию культур и языков.
Рамочная конвенция о защите нацменьшинств, к которой Латвия присоединилась уже после решения КС 2005 года, предписывает в применении международных норм стремиться к их гармонии с национальным законодательством, а не противоречию. Ст. 14, п. 2 Конвенции оговаривает обязательство государства, при наличии достаточного спроса, обеспечивать представителям нацменьшинств образование на родном языке в местах, где они проживают исторически или в большом количестве. Спрос на образование на русском языке в Латвии подтверждает сама существующая система, в которой есть как образовательные учреждения с программами для нацменьшинств, так и люди, желающие такое образование получить. Трактуя эту ситуацию, надо принимать во внимание преамбулу Конвенции, которая обязывает государство не только поддерживать сохранение национальной идентичности меньшинств, но также способствовать её развитию. Таким образом, государство имеет позитивные обязательства в этой сфере: если ранее возможности обучаться на родном языке не было, её появление будет позитивным решением, однако если она была и сужается или ликвидируется—нет. Об этом прямо говорится в ст. 22 Конвенции, которая на момент подачи в КС второго иска по школьной реформе уже была ратифицирована Латвией и стала для неё обязательной.
Стремление не сужать уже существующие гарантии характерна для всех договоров по правам человека. Защита прав и свобод нацменьшинств—неотъемлемая часть защиты прав человека. Поэтому, несмотря на то, что первый протокол Европейской конвенции по правам человека (ст.2) оговаривает, что право на образование не равно праву на образование на определённом языке, при оценке закрытия греческих школ в турецкой части Кипра (Кипр против Турции, 10 мая 2001 года) Европейский суд по правам человека пришёл к выводу, что это является нарушением прав семьи продолжать обучение детей на родном языке, которое существовало ранее (п. 277—280 решения суда).
На недопустимость сужения прав нацменьшинств прямо указала Латвии в 2008 году исполнительная институция по контролю за применением Рамочной конвенции—Консультативный комитет при Совете Европы, его заключение поддержал Комитет министров Совета Европы в 2011 году.
Школьная реформа противоречит также Конвенции ООН о предотвращении расовой дискриминации, о чём сообщил соответствующий надзорный Комитет 30 августа 2018 года. Он признал, что текущая языковая политика дискриминирует этнические меньшинства в областях образования и занятости, общественной и политической жизни и доступе к услугам, рекомендовав пересмотреть поправки к закону «Об образовании», предусматривающие сокращение преподавания на языке нацменьшинств в общественных и частных средних школах и уменьшение доли преподавания на этом языке в основной школе.